# Wypadek kolejowy w Kochanówce
Wypadek kolejowy w Kochanówce – wypadek w Brzeźnicy, do którego doszło 6 maja 1968 roku podczas przejazdu pociągu wojskowego (określanego jako transport operacyjny nr 1157), składającego się z 40 wagonów towarowych, po moście kolejowym na rzece Wielopolce, tuż przed wjazdem do stacji Kochanówka (obecnie Kochanówka Pustków).
Eszelon po załadowaniu na rampie w Dębicy Towarowej ruszył o godzinie 20:20 w kierunku stacji wyładowczej Lipa. Na moście kolejowym na Wielopolce, tuż przed stacją, niewłaściwie załadowana spycharka BAT-M zawadziła o górną krawędź kratownicy mostu. Spowodowało to zepchnięcie pojazdów mechanicznych z kilkunastu platform kolejowych i śmierć 7 żołnierzy rezerwy ówczesnego 13 Samodzielnego Batalionu Saperów w Dębicy, którzy spali w kabinach samochodów.